# デジモンクロスウォーズ
『デジモンクロスウォーズ』（DIGIMON XROS WARS）は、2010年7月6日から2012年3月25日までテレビ朝日系列で全79話が放送された、東映アニメーション制作の日本のテレビアニメ、および同名の漫画作品である。
デジモンシリーズのテレビアニメ第6作、漫画作品の第3作に当たる。デジモンシリーズ初のハイビジョン制作作品。本作品のテレビシリーズは幾つかのシリーズ（編/期）で構成されている都合上、本項目ではそれらについても併せて記述する。
海外ではサバン・ブランドにより2012年12月8日から『Digimon Fusion』のタイトルでディズニーXDで放送されており、北米では2013年9月7日からニコロデオンで放映が開始された。タイトルのほか作中用語も、「デジクロス」の掛け声が「デジフューズ」に、「X2（クロスツー）」は「X2（タイムズツー）」などといった具合に変更されている。

## 概要
| 1 | デジモンクロスウォーズ                                    | 2010年7月6日 - 2011年3月8日   | 全30話             |
| 2 | デジモンクロスウォーズ 〜悪のデスジェネラルと七つの王国〜 | 2011年4月3日 - 9月25日        | 全24話（通算54話） |
| 3 | デジモンクロスウォーズ 〜時を駆ける少年ハンターたち〜     | 2011年10月2日 - 2012年3月25日 | 全25話（通算79話） |

### 特徴
従来のシリーズ作品において、デジモンの成長やパワーアップは「進化」がメインに据えられていたが、本作品では主人公デジモンたちがデジクロスと呼ばれる「合体」をメインにしてパワーアップするというスタイルが採られた。「合体」という要素は『デジモンアドベンチャー02』でもジョグレス進化として用いられた手法ではあるが、本作品ではそれとはまた異なり単純なパワーアップだけに留まらず、デジモンの組み合わせ次第であらゆる形に変化するといった描写もなされている。
また、主人公側のデジモンおよび本作品が初出のデジモンは、成長期・成熟期・完全体といった「世代」とワクチン・ウィルス・データといった「属性」が設定されていないという、従来のシリーズ作品とは一線を画した設定となっている。これは本作品に登場する既存デジモンにおいても言及されず、後述のように個々の設定における重要な役割を果たさない。なお、本作品が初出のデジモンの一部は2020年になって世代や属性が改めて設定された。
こういった要素とは裏腹に、前作『デジモンセイバーズ』で意図的に避けられた「名前の頭文字が『タ』か『ダ』」「頭にゴーグルを着けている」という主人公の定番要素が、本作品で再度盛り込まれるなど、従来のシリーズ作品の定番要素も組み込まれている。反面、ナレーションが新たに登場したデジモンのデータ解説をするシーンはなくなっている。また、番組終了後のミニコーナーでは、その回に登場するデジモンが1匹紹介されている（デジモンデータコレクションではクロスローダーと連動しているため、紹介されるデジモンは劇中には登場しなかったデジモンがほとんど）。
1期および2期では、ジェネラルと呼ばれるデジモンを統率する人間、もしくは強力なデジモンが存在し、従来のように人間がただ進化や合体を促すだけでなく、大局的に戦場を見て自分の軍に所属するデジモンたちに指示を出すという設定が盛り込まれている。そのため人間の存在が従来のシリーズ作品とは別の形で重要なものとなっており、本作品ではそういった性質上仲間のデジモンが軍の仲間として多く登場する。他方で明確なパートナーデジモンというものは劇中において存在せず、デジクロスにおいて誰が中心になるかという点が多く言及される。シャウトモン自体は「自分が一番のパートナー」と自称していたが、3期などでは公式サイトなどでいくつかのデジモンが改めて、「パートナーデジモン」として言及がなされている。

#### 第3期
2期の完結と共に「バグラモンを打倒し、デジタルワールドに平和をもたらす」という、それまでの物語の主軸に区切りが付いたことから、3期では作品内容にも大幅なリニューアルが図られた。時系列上では2期終了時点より1年後の世界として設定され、また「デジタルワールド」から新たな世界「デジクオーツ」に物語の舞台も移り、デジモンハンターたちがデジモンを捕まえ、コレクションしていくことが物語の主眼となった。
この3期の制作は突然決まったもので、三条が2期の脚本のクライマックスをほぼ書き終えたところで、シリーズディレクターの貝澤から3期が決まったと話がきたという。貝澤が「ハンター」「デジクオーツ」といった新たな世界観の設定を提案し、三条がそのビジョンを受け取った翌週にキャラクター設定や序盤の話の流れを作り、3期の決定から三週間で第1話の初稿まで作った。タイキは視聴者を切らさないためという意図で、ユウは成長要素が一番あるという理由で、それぞれ続投レギュラーとして選ばれた。3期の終盤では『デジモンアドベンチャー』から『デジモンセイバーズ』までの歴代アニメシリーズのキャラが世界観を越えて集結した。世界観を同じくする『アドベンチャー』と『02』を除き、他シリーズの人間キャラが客演するのはシリーズ作品において初めてのことである。

### 放送時間
第1期
キーステーションが、従来のシリーズ作品を放送してきたフジテレビからテレビ朝日へ移行。さらにデジモンシリーズとしては初めて、本放送が日本全国同時放送・ゴールデンタイムでの放送となった。キー局がテレビ朝日に移行したのは、東映アニメーション社長・高橋浩の意向であるとされる。この他、シリーズ初のフライングスタートも行われた。
2011年3月8日放送分（第30話）をもって物語上一区切りを迎え、同時に火曜夜での放送も終了した。2023年現在、ゴールデンタイムに放送された最後の東映アニメーション制作アニメとなっている。
第2期
第2期の放送開始に合わせ、放送曜日・時間も日曜6:30 - 7:00に移動。第2期より作品名に副題が付記されるようになり、物語的にも新展開を迎えたが、話数のカウントは改題後も引き継がれた。
2011年7月24日放送分（第15話、通算第45話）を最後に地上アナログ放送（地アナ）が終了したため、本作品は地上アナログ放送で視聴可能だった最後の作品となった。
第3期
第2期より引き続き日曜朝での放送となった。第2期は中盤まで地上アナログ放送だったため、第3期よりシリーズ初となる完全地上デジタル放送作品となった。一方第3期より連動データ放送には非対応となった。
2012年3月25日放送分（第25話、通算第79話）をもって、本作品は完結を迎えた。

### デジモンの設定
公式サイトの文章などでは、以前の設定に触れられている個体もいるが、前述・後述の諸設定を踏まえ、あくまで既存の設定は作中において撤廃されている。
まず本作品に登場するデジモンは、従来のシリーズ作品の多くで採用されてきた「デジタマによる復活」という要素が存在せず、『デジモンテイマーズ』と同様に倒されたデジモンは消滅するものとして扱われる。他方、『テイマーズ』のように倒したデジモンをロード（吸収）するという設定は踏襲されていない。「消滅してもデジモンの魂は不滅」という設定があり、肉体が滅んでもそのデータ自体は残留し、コードクラウンの力などが発揮されることで、場合によっては復活する場合もある。一方でこのような復活は、とても稀有なこととして作中では捉えられており、「デジモンはただのデータではなく、死すべき定めを持つ生き物であり、その命を弄んではならない」ということがしばしば強調される。さらに復活後は必ずしも同じ姿で登場するとは限らず、ツワーモンがダメモンを基本としたデジモンとして生まれ変わったり、バグラモンが人間として転生するという事例なども見られた。また兄弟や両親など家族がいるデジモンも存在し、性別に対する言及が多少存在するがこれが全てに適用されているかなどは明かされていない。
世代についての扱われ方も、従来のシリーズ作品と比べて様々な点で差異が見られる。本作品初出のデジモンで、世代が言及されているのは究極体のクオーツモンのみであり、それ以外のデジモンで世代について設定されているのは過去作品からのゲストデジモンのみである。また従来の設定に準拠した形で登場するデジモンもいるが、世代に関する言及はない。その都合上、必ずしも以前存在した世代の設定において強さや階級が決まるわけではなく、従来なら世代の低いデジモンが高いデジモンを率いていることも見受けられる。
パワーアップも一部の例外はあるものの、基本的にデジクロスか吸収合体のみとなっている。「進化」の概念が本格的に登場したのは30話からであるが、これはオメガモン曰く「オメガシャウトモンはシャウトモンの未来の姿」であり、クロスローダーの力によって発現する進化は「超進化」と呼称され、これもまた以前の設定とは異なる意味を持つ。タクティモン曰く、本来進化するまで多くの年月を要するのが普通であるため、それを踏まえた上で驚愕するという描写も見られた。
第1話冒頭におけるタイキの夢の中でタイキの後ろに控えていたデジモンたちの中には、従来のシリーズ作品でパートナーとして抜擢されたデジモンたちがシルエットで多く登場しており、デジメモリの中にも同様に元パートナーデジモンだった種類が多く選抜されている。3期からはデジクオーツという空間において、デジモンを戦闘の末に捕獲することが出来るという設定が新たに登場、デジモンは人間の欲望などを糧にすることで自分をパワーアップさせることが出来るということがデジモンの間で流布され、それを狙い人間の感情を利用しようとするデジモンが多く登場した。

### 商業面
1期の商業展開は非常に苦戦を強いられる形となり、2期に入ってからは玩具展開はほぼ終了。その後も新規の玩具の発売はほぼ皆無なまま、テレビアニメの放送は3期まで続くという、東映アニメーション制作のキッズアニメとしては異例な形態のアニメとなった。DVDもレンタルのみで、デジモンシリーズとしては唯一のセルDVDがない作品である。Blu-rayは現在､リリースされていない。

## ストーリー
第1期
ある日、中学1年生の少年・工藤タイキは謎の声の問いかけに答え、デジモンクロスローダーを手に入れ、「ジェネラル」に選ばれた。そのままデジタルワールドに呼び込まれたタイキはそこで出会ったシャウトモンや仲間たちと共にデジタルワールドの危機に立ち向かう。
第2期
東京でのタクティモンとの決戦を終え、タイキとシャウトモンはアカリとゼンジロウに別れを告げ、再びデジタルワールドへ戻った。ところがデジタルワールドはバグラモンによって再統合され「ランド」と呼ばれる7つの国に分裂、それぞれの国はバグラ軍が率いるバグラ七将軍「デスジェネラル」によって支配されていることをタイキたちは知らされる。シャウトモンの新たなる力「超進化」と共にタイキの新たな戦いが幕を開ける。
第3期
ダークネスバグラモンを倒してデジタルワールドに平和を取り戻してから1年後、タイキはかつてのライバルであったユウ、後輩の明石タギルと共にストリートバスケチーム「クロスハート」を結成し、平和な日々を過ごしていた。そんなある日、タギルは異世界「デジクオーツ」へと迷い込んでしまう。タギルはそこで、ガムドラモンと出会い、デジモンハントに参加する事になる。

## 登場キャラクター
本作品では、レギュラーメンバーでの声優の兼役が多いことも特徴的である。2期から3期への移行に伴い、一部のキャラクターもレギュラーより外れているが、新レギュラーとして新たな配役が振られている者も多い。

## 作中用語・アイテム

### 用語
デジクロス
デジモン同士を合体させること。従来のジョグレス進化とはまた別の手法で単にパワーアップするだけではなく、デジクロスさせるデジモンの組み合わせによって様々な姿になるのが特徴。デジクロスに類似した能力として、吸収合体がある。
クロスローダーでお互いのデジモンを行き来させることも可能。中心になっているデジモンの体力や精神力が尽きるとデジクロスが解けてしまう。
玩具では「デジモンクロス」と表記される場合もある。
ダブルクロス
2人のクロスローダー上部の接続部を繋げ、互いのデジモンをデジクロスさせること。第3期ではハンター1人によりデジクロスに使用出来るデジモンは2体（メイン+1体）という制限があるため、4体までのデジクロスを行うために用いられる。
グレートクロス
タイキ、キリハ、ネネのデジモンをデジクロスさせ、シャウトモンX7を誕生させる。第3期では制限があるためユウを含めた4人で行われた。
ファイナルクロス
上記の3人に加え、ユウ、アカリ、ゼンジロウの力添えの加わったデジクロス。コードクラウンが教えてくれたデジクロスでX7スペリオルモードを誕生させる。
クロスオープン
デジクロスを解除させること。「クロスオープン」の掛け声によりデジクロスを解除させるがほとんどの場合、掛け声は省略されている。
クロスアップ
3期でのデジクロスしたデジモンの呼称。掛け声は「クロスアップ！○○（○○にはデジクロスのメインとなるデジモンの名称が入る）！」。
シャウトモンX4、ジェットメルヴァモンなど、クロス後の名称がある1期2期のデジクロスは「ダブルクロス！シャウトモンX4！」、「クロスアップ！ジェットメルヴァモン！」といった使い方をされる。

吸収合体
デジクロスに類似した、バグラ軍の幹部デジモンが行うことができる、自分の配下のデジモンたちを吸収する能力。詳細は不明。
強制デジクロス
ダークネスローダーを用いることで可能な能力。吸収合体に似た能力だが、自分の配下デジモン以外のデジモンをデジクロスする可能である。
超進化
人間の感情が高ぶったとき、そのソウルパワーによりデジモンが進化すること。タイキ、キリハの場合、超進化が発動される際は、超進化の対象となるデジモンをイメージさせるマークがクロスローダーに表示される（オメガシャウトモンは「Ω」、ジークグレイモンは「Z」）。第3期では多少発動方法などが異なるものもいるが、本質は同じである。メタルグレイモン、ガムドラモンの例を見ると超進化することにより進化前に受けた傷は回復すると思われる。
第3期ではデジクオーツで人間の感情を吸収することでデジモンはパワーアップするが、さらに吸収し続けることで超進化を可能にするデジモンもいる。
始めは単純に進化と呼ばれていたがジークグレイモンの初進化時からは超進化という名称で呼ばれ始めた。
ジェネラル
デジモンクロスローダーを操り、デジクロスさせることができる司令官。デジモンたちの間では伝説の存在として語られている。タイキ、キリハ、ネネ、ユウがこれに該当する。
デスジェネラル
ダークネスローダーを操る七人の指揮官デジモンを指し、それぞれがランドを統治している。ダークストーンに捧げる負の力はデジモンたちの憎悪や嘆きによって生み出されるため、デスジェネラルたちは残虐な暴政でデジモンたちを苦しめている。

デジモンハンター
3期より登場したクロスローダーを持つ者の呼称。デジモンを捕獲することを目的とする。デジモンハンターはクロスローダーからリロード出来るのは1体のみで、他のデジモンをリロードすると前に出ていたデジモンは強制的にクロスローダーに戻される。しかしリロードしたデジモンには一体だけ手持ちデジモンをデジクロスさせることが可能。ハントを行う動機は個々人により異なり、コレクション感覚、ゲーム感覚などの遊びで行っている者もいれば、「負の感情で暴走するデジクオーツのデジモンから人々を守るため」という使命感から行っている者やクロスローダーを持っていてもハント自体に興味が無く、他の目的で動いている者もいる。
デジモンハント
3期より登場。デジモンと戦闘し、捕獲することを目的とする行為の名称。捕獲の際はデジモンを弱らせたりすることで機会を作り、クロスローダーの力で捕獲する。
デジタルワールド
本作品におけるデジタルワールドは電子的なデータが物質化して存在できる異世界であり、初代アニメシリーズと同様に電脳空間とは異なるものとなっている。デジタルワールドはヴァーチャルな作り物ではなくもう一つの現実である、ということは特に2期ではテーマの一つとして扱われている。デジタルワールドに対して、タイキたちが住むこの世界のことをデジモンたちは人間界と呼ぶ。
元々は人間界とはまったく無関係に存在していた世界であるのだが、人間界のデジタル技術の発展の影響を受けて二つの世界の距離が近づいたため、特殊な技術や強大な力を扱うことで世界の行き来ができるようになった。デジタルワールドは人間界とは時間の流れが異なるらしく、タイキたちがデジタルワールドで何日も過ごした後に人間界に帰還したときは数時間しかたっていなかった。
デジタルワールドは元々は一つの広大な世界だったのだが、過去に起こった「災厄」によりいくつもの小世界「ゾーン」に分裂してしまっている。シャウトモンによる統合後、世界がどういった形になったかは明かされていない。

ゾーン
デジタルワールドにおける国のようなもの。ゾーン毎にまったく異なる風土や文化が形成されており、自然に囲まれた牧歌的なゾーンから、高度な技術で近代都市化されているゾーン、火山帯や荒野などの荒々しい風景が広がるゾーンまで、様々である。1期はいくつものゾーンを渡り歩く形で物語が進行した。
個々のゾーンはデジタル空間に浮かぶ小世界として存在しており、ゾーン間の移動を安全に行うには特別な能力やアイテムが必要である。クロスローダーはそれを可能にするデジヴァイスで、クロスローダーをかざして「ゾーン移動」の掛け声で他のゾーンに行けるようになる。ゾーンが地続きでないのはデジタルワールドの分裂という災厄の結果である。ひとつのゾーンにつきひとつのコードクラウンが存在しており、それを所持する者がそのゾーンの支配者とされる。バグラ帝国は全ゾーンを支配するべく活動を行っている。
ランド
2期に登場。バグラモンによるデジタルワールド再統合によって生まれた新しい国。ゾーンなどが結合されることによって作られた。七つ存在し、それぞれデスジェネラルによって支配されている。上空にはそのランドの支配者のシンボルマークのある旗が浮かんでいる。他のランドへ行くにはクロスローダー（またはダークネスローダー）をランドの上空に浮かんでいる旗にかざして「ゲートオープン」と言うことで、旗を通って行くことができる。ただし、そのランドを支配する者しか自由にランドの行き来はできない。
プリズンランド
幻の国。ダークストーンによって抜き取られた人間やデジモンの心が転送される国。「心の牢獄」とも呼ばれ、この国の中では心だけになった人間やデジモンは実体化している。

D5（ディーファイブ）
コードクラウンが持つ「デジタルワールドを作り変える力」を応用して、人間界とデジタルワールドを融合させてまったく新しい世界を作り出そうという計画。コードクラウンを負の力で強化したダークストーンが計画の要となる。この計画が実行されるとデジタルワールドと人間界に存在する全ての物質と生命はデジタルデータに還元され、まったく新しい何かに作り変えられることになる。
「D5」とは「究極の破壊の日」の意味であり、DIMENSION（次元のパワーで）DELETE（消去し）DEADLY（あらゆるものを破滅させ）DESTRUCION（破壊する）DAY（日）の略である。
デジクオーツ
3期より登場した、人間界とは違う時間の流れを持つ空間。クロスローダーの所持者がクロスローダーをかざして「タイムシフト」の掛け声を放つことにより、デジクオーツへのゲートが開きそこへ侵入することができるが、デジモンが開通させたルートからも侵入出来る場合もある。シャウトモンが王として治める新生デジタルワールドとの関連性は不明だが、一部のデジモンがデジタルワールドから落ちるといった世界移動の事例があり、人間界同様何らかの形で繋がった世界であることが示唆されている。世界観はデジタルワールドとは異なり人間界を荒廃させたような裏返しの世界になっていて、大抵の場合は、デジクオーツに侵入するゲートが開かれた人間界のその場所に酷似する地形、建造物、器物が存在している。ただし、生物はデジモン以外は生息していない。また、生活感のある地域も存在する。
デジタルワールドに関係した者がデジクオーツに現れることもあるが、これはクオーツモンが自身を強化するためにしたことである。様々なデジモンが生息しているが、この世界で初登場するデジモンのほとんどは人間の悪い心に影響される性質があり、負の感情を爆発させたかのような行動を取り、人間界に害を為す。デジクオーツ内のデジモンは人間界で直接実体化せずとも、人間界に干渉して超常的な現象を発生させることができるため、デジモンが起こす怪事件は人間界の様々な場所で起こっている。これを解決するにはデジモンハンターたちがデジクオーツに侵入して元凶のデジモンを捕獲するしかない。デジモンハントによって捕獲されたデジモンはこのような負の感情の暴走からは解放される。クオーツモンによって世界中に広がりつつあり、外国にもデジモンがいるが、なぜか日本のタイキたちの暮らす街にばかり出現する。これは、バグラモンとの決戦の地がこの街であるためにデジモンたちが外国からも引き寄せられるためである。時計屋のおやじ曰く「外国のデジモンは、はぐれデジモン」のようで大したことはないらしいが、力を蓄えて日本に行こうとしているデジモンもいるらしい。第3期最終編にてついにはクオーツモンが生み出したツメモンによって人間界とデジクオーツが融合するまでになってしまう。最終話にて生みの親であるクオーツモンがハントされたことにより、デジクオーツが消滅した。
公式サイトや劇中テロップ、字幕では「デジクオーツ」と表記されているが、Vジャンプ・オトナアニメ・テレビマガジンといったデジモンクロスウォーズ関連の記事を載せている書籍では総じて「デジクォーツ」と表記されている。
リアルワールド
3期で初出の呼称で、人間たちが暮らす通常空間を指し、一部のデジモンハント関係者たちの間で用いられた。「リアルワールド」と「人間界」が厳密に同じ定義なのかどうかは作中では言及されていない。
「リアルワールド」は『デジモンテイマーズ』などの従来のシリーズ作品でも使われていた用語であるが、本作品では2期以前から登場しているキャラクターたちは3期に入ってからも「人間界」と呼んでいるため、二つの呼称が併存する形となっている。2期まではリアルワールドにおいてデジモンの実体化がままならない場合があったが、3期ではリアルワールドでもデジモンハンターのルールに則る形であれば実体化できるようになっている。

### アイテム
デジモンクロスローダー
ジェネラルの証であり力の要でもある携帯アイテム。単にクロスローダーと呼ばれていることがほとんどである。レトロマイクを模した形をしており、ボディカラーは初めは白色だが、所有者が契約時に名前を発すると、それに応じて変化する。それぞれの色は、タイキ：赤、キリハ：青、ネネ：黒（元々ダークナイトモンがユウに与えたものだったが第1期中盤に薄い菫色に変化）、ユウ：黄色。
デジモンの収納／実体化、ゾーン移動のゲート開放、デジメモリの起動など、数多くの機能をもつが、最大の特徴はデジクロスと超進化を発動できることにある。
デジモンを召喚する際は「リロード」と呼称を行うことで出現させることが出来る。3期では毎回デジモン一台しか召喚できなず、交代は可能だが、その際に、前に出ているデジモンがクロスローダーに戻る。それと、1期、2期ではその中のデジモンが勝手にあそこを出ることができるが、3期においては一部のデジモンしかそれができなくなった。また、クロスローダーの中にいればある程度傷を癒やすことができるが、致命傷の場合は効果が追いつかない程度の回復力でしかない。
3期ではデジモンハンターの証としても扱われている。新たにタギル：真紅、リョウマ：緑、レン：灰色、アイル：桃色、時計屋のおやじ：黒（ネネの物とは違い金の挿し色が入っている）、ヒデアキ：紫、キイチ：水色、ミズキ：深青、アカリ：橙色、ゼンジロウ：薄青色と新たな所有者が数多く登場した。
ダークネスローダー
ダークナイトモンが作り出した、クロスローダーに似た機能を有する謎のアイテム。相手のデジモンを合意にかかわらず強制的にデジクロスさせるなど、禍々しい力を秘めている。使うものに合わせて大きさが変わる。
デスジェネラルは量産型を有しており、オリジナルはダークナイトモン→ユウ→ダークナイトモン→ユウへと渡り、バグラモンとの決戦でユウが戦う決意を決めると、黄色のクロスローダーに変化した。
リスター
バリスタモンの体内で製造されるクロスハートの腕時計型通信機。

コードクラウン
デジタルワールドのゾーンの全データが記録されたメモリーチップで、ゾーンの支配者の証。SDカードのような形で、菱形の結晶に内包されている。デジタルワールドが分解された時に散らばってしまった。多くは封印状態にあり詳しい所在が分からない。クロスローダーに挿入することで他のゾーンへ移動する道が開くようになる。全てのコードクラウンを手に入れた者はデジタルワールドを望んだ通りの世界に作り変えることができるらしい。デジタルワールド全土支配を目論むバグラ軍は全てのコードクラウンを集めようとしているが、ジェネラルたちもまた個々の理由でコードクラウンを集めている。
ゾーンの数と同数（全108個）存在し、29話にてタイキとキリハの持っているコードクラウンもタクティモンに全て奪われ、全てのコードクラウンがバグラモンの手に渡ってしまい、デジタルワールド再統合のきっかけともなった。
ダークストーン
ひとつに集められたコードクラウンが各国のデジモンたちから吸い取った負のエネルギーを注ぎ込まれて変化したもの。ダークナイトモンはこれを悪用してクロスハートに敗れたデスジェネラルたちから心を抜き取り、忠実なしもべとして復活させた。その後はダークナイトモンおよびバグラモンに取り込まれるが、コードクラウン自身はタイキを選び、元に戻った後、タイキの望み通り、良いデジモンたちが復活した。

デジメモリ
伝説のデジモンの記憶が封印されたメモリーチップ。メモリースティックのような形である。クロスローダーに差し込むことで使用でき、そのデジモンの必殺技を発動できる。ただし、一度使うとメモリのデジモンの絵がシルエットになってしまい、他のゾーンに移動するまで使用できない。
その正体はオメガモンと共に騎士団を結成していたデジモンたちで、デジタルワールド分裂の際にそれを防ぎきれず、デジメモリとなり各地に飛んで行った。
これまでに使用したメモリと技、備考は次の通り。ただし、バグラモンとの決戦では以下の他、オメガモン、エグザモン、ウォーグレイモン、ブイモンを合わせた総勢15名の騎士団が勢ぞろいした。
玩具では、オメガモンのデジメモリのみ唯一製品化されていない。
- リヴァイアモン<ロストルム>
- マリンエンジェモン<オーシャンラブ> - 複数体で出現。
- アグモン<トリプルベビーフレイム> - 3体で出現。
- ガルルモン<フォックスファイアー>
- ホーリーエンジェモン<ヘブンズゲート>
- ギルモン<ロックンロールブレイカー>
- パタモン<エアーガスト> - 3体で出現。
- メタルガルルモン<コキュートスブレス>
- ダークドラモン<ギガスティックランス>
- インプモン<ピラー・オブ・ファイアー>
- オメガモン<グレイソード>
- テイルモン<ネコスクラッチ>
- エグザモン<アヴァロンズゲート>
- ウォーグレイモン<ガイアフォース>
- ブイモン<ブイモンクラスターヘッド>
- ドルモン<メタルキャノン>

デジノワ
デジタルワールドにある菓子。木に4本1組で生えており、デジモンたちの大好物である。人間の口にも合い、タイキからも「この世界の食べ物の中では、なかなかいける」と評している。『デジモンスナック デジノワ』として実際に商品化もされている。
ブレイブスナッチャー
皇帝バグラモンの右腕の力を宿した武器。ダークネスバグラモンとの最終決戦があった場所に埋まっており、クロックモンが創り出した物体に六人の英雄の力を宿すことで引き上げて復元することができる。クオーツモンの本体に突き立てることでハントでき、唯一クオーツモンを止められる武器である。これを使うことが出来るのは最強のハンターだけである。最初はリョウマが選ばれたが、彼が戦闘不能になり、同じく戦闘不能になったタイキに後を託されたタギルが六人目の英雄かつ最強のハンターとして使用した。

## スタッフ
シリーズディレクターのえんどうてつや、シリーズ構成・脚本の三条陸などを始め、『デジモンセイバーズ』と同様にそれまでのデジモンシリーズに携わった経験のない人材が多く起用された。3期からは一部のスタッフが変更され、シリーズディレクターには『デジモンテイマーズ』『デジモンフロンティア』を担当し、前期では演出で入っていた貝澤幸男が担当、キャラクターデザインにおいても原案協力として中澤一登が加わっている。
また従来のシリーズ作品において主題歌を多く担当していた和田光司も、デジクロス時などにかかる挿入歌の担当歌手として番組開始当初から2期まで携わっている。
- 原案 - 本郷あきよし
- 連載 - 『Vジャンプ』（集英社）
- シリーズ構成 - 三条陸（第一期）
- 音楽 - 山下康介
- キャラクターデザイン・総作画監督 - 浅沼昭弘
- キャラクター原案協力 - 中澤一登（第三期）
- シリーズディレクター - えんどうてつや（第一・二期）、貝澤幸男（第三期）
- 美術デザイン - 行信三（第一・二期）、倉橋隆（第三期）
- 色彩設計 - 板坂泰江
- 音響監督 - 長崎行男
- 編集 - 片瀬健太
- 録音 - 立花康夫
- 選曲 - 茅原万起子
- 効果 - 古谷友二
- プロデューサー - 松久智治、櫻田博之
- 製作担当 - 松坂一光
- 宣伝協力 - 電通
- 制作協力 - 東映
- 制作 - テレビ朝日、東映アニメーション

## 主題歌

### オープニングテーマ
第1期の放送時間の都合上、本作品ではエンディングテーマがなく、オープニングに全てのスタッフクレジットを集約する形式となっている。放送時間の変更後もこの形式は踏襲されているが、新たにミニコーナーが設けられている。
「ネバギバ!」（第一期）
作詞 - Sonar Pocket / 作曲 - Sonar Pocket・木之下慶行 / 編曲 - 木之下慶行 / 歌 - ソナーポケット（ユニバーサルミュージック→徳間ジャパンコミュニケーションズ）
※第二期では、この曲をアレンジしたBGM「新たなる冒険へ」が毎話冒頭で流れている。
「New World」（第二期）
作詞・作曲・編曲 - kz（livetune） / 歌 - TWILL（NAYUTAWAVE RECORDS）
「STAND UP」（第三期）
作詞・作曲・編曲 - kz（livetune） / 歌 - TWILL（徳間ジャパンコミュニケーションズ）

### 挿入歌
1期
「WE ARE クロスハート!」（第1 - 14、19 - 21、23、25 - 27、29、30、35、37、38、40、41、44、46、56、63、68、78話）
作詞 - 三条陸 / 作曲・編曲 - 山下康介 / 歌 - 和田光司
「BLAZING BLUE FLARE」（第10、19話）
作詞 - 三条陸 / 作曲 - 高取ヒデアキ / 編曲 - 籠島裕昌 / 歌 - 高取ヒデアキ
「×4B THE GUARDIAN」（第15、16、18話）
作詞 - 三条陸 / 作曲・編曲 - 山下康介 / 歌 - 和田光司
「空舞う勇者!×5」（第17、21、22、24、28、33話）
作詞 - 三条陸 / 作曲・編曲 - 山下康介 / 歌 - 和田光司

2期
「Evolution &Digixros ver.TAIKI」（第31、34、36、39、45話）
作詞 - 三条陸 / 作曲・編曲 - 山下康介 / 歌 - 和田光司&谷本貴義
「Evolution &Digixros ver.KIRIHA」（第32話）
作詞 - 三条陸 / 作曲 - 山下康介 / 編曲 - 福廣秀一朗 / 歌 - 谷本貴義&和田光司
「WE ARE クロスハート! ver.X7」（第43、47 - 51、54、77話）
作詞 - 三条陸 / 作曲・編曲 - 山下康介 / 歌 - 和田光司&谷本貴義&宮﨑歩
「ドンドコモンで盛り上がれ！」（第44話）
作詞 - 三条陸 / 作曲・編曲 - 高取ヒデアキ / 歌 - 小野田浩二&ドンドコモン（櫻井孝宏）
「DARK KNIGHT〜不死身の王者〜」（第52話）
作詞 - 三条陸 / 作曲・編曲 - 山下康介 / 歌 - 谷本貴義

3期
「タギルチカラ!」（第55、57、58、60 - 62、64、65、67、69、71 - 73、75、76、79話）
作詞・作曲 - YOFFY / 編曲 - 大石憲一郎 / 歌・演奏 - サイキックラバー
「Shining Dreamers」（第59、74話）
作詞 - 三条陸 / 作曲 - 岩崎貴文 / 編曲 - 大石憲一郎 / 歌 - 岩崎貴文
「レジェンド・クロスウォーズ」（第78、79話）
作詞 - 三条陸 / 作曲・編曲 - 山下康介 / 歌 - YOFFY&岩崎貴文

## 各話リスト
| 話数                                                      | サブタイトル                                            | 脚本                   | 絵コンテ               | 演出                   | 作画監督               | 美術                   | 放送日                 |
| デジモンクロスウォーズ                                    | デジモンクロスウォーズ                                  | デジモンクロスウォーズ | デジモンクロスウォーズ | デジモンクロスウォーズ | デジモンクロスウォーズ | デジモンクロスウォーズ | デジモンクロスウォーズ |
| --------------------------------------------------------- | ------------------------------------------------------- | ---------------------- | ---------------------- | ---------------------- | ---------------------- | ---------------------- | ---------------------- |
| 1                                                         | タイキ、異世界へ行く!                                   | 三条陸                 | えんどうてつや         | えんどうてつや         | 竹田欣弘               | 行信三                 | 2010年 7月6日          |
| 2                                                         | シャウトモン、吠える!                                   | 三条陸                 | 貝澤幸男               | 貝澤幸男               | 仲條久美               | 鹿野良行               | 7月13日                |
| 3                                                         | 強敵（ライバル）キリハ、現る!                           | 三条陸                 | 角銅博之               | 角銅博之               | 藪本陽輔               | 吉田智子               | 7月20日                |
| 4                                                         | アイランドゾーン、激動!                                 | 吉田玲子               | 細田雅弘               | 細田雅弘               | 小泉昇                 | 渡辺佳人               | 7月27日                |
| 5                                                         | デジメモリ、輝く!                                       | 吉田玲子               | 芝田浩樹               | 芝田浩樹               | 高橋晃                 | 杦浦正一郎             | 8月3日                 |
| 6                                                         | ×4、危機突破!                                           | 吉田玲子               | 小村敏明               | 小村敏明               | 八島善孝               | 鹿野良行               | 8月10日                |
| 7                                                         | 火山デジモン、大爆発!                                   | 米村正二               | 土田豊                 | 土田豊                 | 直井正博               | 徳重賢                 | 8月17日                |
| 8                                                         | 猛将タクティモン、迫る!                                 | 米村正二               | 暮田公平               | 暮田公平               | 市川慶一               | 渡辺佳人               | 8月24日                |
| 9                                                         | ドルルモン、風に駆ける!                                 | 米村正二               | 角銅博之               | 角銅博之               | 大西陽一               | 杦浦正一郎             | 8月31日                |
| 10                                                        | タイキ、騎士になる!                                     | 三条陸                 | 三塚雅人               | 三塚雅人               | 高橋晃                 | 鹿野良行               | 9月14日                |
| 11                                                        | クロスハート、燃える!                                   | 三条陸                 | 貝澤幸男               | 貝澤幸男               | 竹田欣弘               | 吉田智子               | 9月14日                |
| 12                                                        | サンドゾーン、遺跡で大冒険!                             | 米村正二               | えんどうてつや         | えんどうてつや         | 梨澤孝司               | 渡辺佳人               | 10月12日               |
| 13                                                        | タイキ、女神の戦士!                                     | 伊藤睦美               | 細田雅弘               | 細田雅弘               | 八島善孝               | 杦浦正一郎             | 10月19日               |
| 14                                                        | 戦士ベルゼブモン、舞う!                                 | 田中仁                 | 小村敏明 貝澤幸男      | 三塚雅人 貝澤幸男      | 仲條久美               | 鹿野良行               | 10月26日               |
| 15                                                        | ヘブンゾーン、楽園の罠!                                 | 吉田玲子               | 芝田浩樹               | 芝田浩樹               | 直井正博               | 徳重賢                 | 11月9日                |
| 16                                                        | 黒騎士デジモン、参上!                                   | 三条陸 石井健太        | 角銅博之               | 角銅博之               | 市川慶一               | 吉田智子               | 11月16日               |
| 17                                                        | 奇跡のデジクロス! シャウトモン×5飛ぶ!                   | 木原大輔               | 土田豊                 | 土田豊                 | 高橋晃                 | 渡辺佳人               | 11月23日               |
| 18                                                        | スティングモン、デジモン大密林の勇者                    | 三条陸                 | 池田洋子               | 池田洋子               | 大西陽一               | 鹿野良行               | 11月30日               |
| 19                                                        | 伝説のデッカードラモン、動く!                           | 三条陸                 | 三塚雅人               | 三塚雅人               | 竹田欣弘               | 杦浦正一郎 斉藤信二    | 12月7日                |
| 20                                                        | ダストゾーン、グランドロコモンの大スクラップ都市!       | 米村正二               | 貝澤幸男               | 貝澤幸男               | 梨澤孝司               | 吉田智子               | 12月14日               |
| 21                                                        | 決戦! ダークナイトモン VS クロスハート!                 | 米村正二               | 角銅博之               | 角銅博之               | 八島善孝               | 徳重賢                 | 12月21日               |
| 22                                                        | ワイズモン、デジタルワールドの秘密!                     | 三条陸                 | 小村敏明               | 小村敏明               | 小松こずえ             | 渡辺佳人               | 2011年 1月11日         |
| 23                                                        | シノビゾーン、お笑い忍者バトル!                         | 吉田玲子               | 細田雅弘               | 細田雅弘               | 直井正博               | 鹿野良行               | 1月18日                |
| 24                                                        | 落ちこぽれモニタモンズ、がんばる!                       | 吉田玲子               | 芝田浩樹               | 芝田浩樹               | 高橋晃                 | 吉田智子               | 1月25日                |
| 25                                                        | ゾーン崩壊! 火花散るタイキとキリハ!                     | 三条陸                 | 土田豊                 | 土田豊                 | 八島善孝               | 徳重賢                 | 2月1日                 |
| 26                                                        | シャウトモン、キングの証!                               | 三条陸                 | 角銅博之               | 角銅博之               | 大西陽一               | 渡辺佳人               | 2月8日                 |
| 27                                                        | スイーツゾーン! 甘党デジモンバトル!                     | 米村正二               | 小村敏明               | 三塚雅人               | 竹田欣弘               | 鹿野良行               | 2月15日                |
| 28                                                        | 最終兵器発動! がんばれキュートモン!                     | 米村正二               | 貝澤幸男               | 貝澤幸男               | 仲條久美               | 行信三                 | 2月22日                |
| 29                                                        | タイキ・キリハ VS バグラ軍、全面決戦!                   | 三条陸                 | 細田雅弘               | 細田雅弘               | 梨澤孝司 高橋晃        | 渡辺佳人               | 3月1日                 |
| 30                                                        | 新たなる旅立ち!! 東京大決戦!!                           | 三条陸                 | 八島善孝               | 三塚雅人               | 八島善孝               | 鹿野良行               | 3月8日                 |
| デジモンクロスウォーズ 〜悪のデスジェネラルと七つの王国〜 |                                                         |                        |                        |                        |                        |                        |                        |
| 31（1）                                                   | 新たなる世界へ! 火烈将軍のドラゴンランド                | 三条陸                 | 角銅博之               | 角銅博之               | 直井正博               | 吉田智子               | 4月3日                 |
| 32（2）                                                   | 立ち上がれキリハ! クロスハート奪回作戦                  | 三条陸                 | 土田豊                 | 土田豊                 | 高橋晃                 | 徳重賢                 | 4月10日                |
| 33（3）                                                   | 背筋ゾワゾワ! 月光将軍のヴァンパイアランド              | 米村正二               | 小村敏明               | 小村敏明               | 大西陽一               | 渡辺佳人               | 4月17日                |
| 34（4）                                                   | 死ぬなグレイモン! シャウトモンDX（ディークロス）誕生    | 米村正二               | 貝澤幸男               | 貝澤幸男               | 梨澤孝司 高橋晃        | 鹿野良行               | 4月24日                |
| 35（5）                                                   | パワーが吸われる! ハニーランドの狩人たち                | 吉田玲子               | 細田雅弘               | 細田雅弘               | 八島善孝               | 杦浦正一郎 大谷正信    | 5月1日                 |
| 36（6）                                                   | 笑う狩人! 木精将軍ザミエールモン                        | 吉田玲子               | 角銅博之               | 角銅博之               | 直井正博               | 井斧達朗               | 5月8日                 |
| 37（7）                                                   | 弟よ、なぜ!? 敵ジェネラル・ユウの悪夢                   | 三条陸                 | えんどうてつや         | 三塚雅人               | 高橋晃                 | 渡辺佳人               | 5月15日                |
| 38（8）                                                   | 謎のサイバーランド! 鋼の街の美少女                      | 米村正二               | 土田豊                 | 土田豊                 | 竹田欣弘               | 鹿野良行               | 5月22日                |
| 39 (9)                                                    | クロスハート分裂の危機! 水虎将軍の卑劣なワナ            | 米村正二               | 八島善孝               | 三塚雅人               | 大西陽一               | 杦浦正一郎 斉藤信二    | 5月29日                |
| 40（10）                                                  | 陽気な海賊、現る! ゴールドランドの航海!!                | 三条陸                 | 細田雅弘               | 細田雅弘               | 八島善孝               | 吉田智子               | 6月5日                 |
| 41（11）                                                  | 金賊のオレーグモンが笑う! さらばクロスハート!           | 三条陸                 | 角銅博之               | 角銅博之               | 直井正博               | 徳重賢                 | 6月12日                |
| 42（12）                                                  | キリハにささやく! 峡谷の土神将軍、魔の誘い              | 米村正二               | 貝澤幸男               | 貝澤幸男               | 小松こずえ             | 渡辺佳人               | 6月26日                |
| 43（13）                                                  | 強き愛を! デッカードラモン最期の叫び!!                  | 米村正二               | えんどうてつや         | 三塚雅人               | 高橋晃                 | 鹿野良行               | 7月3日                 |
| 44（14）                                                  | きずなのX7! グラビモンとの壮絶バトル!!                  | 吉田玲子               | 土田豊                 | 土田豊                 | 梨澤孝司               | 杦浦正一郎 大谷正信    | 7月17日                |
| 45（15）                                                  | 最後の王国、輝く太陽のブライトランド                    | 三条陸                 | 八島善孝               | 三塚雅人               | 八島善孝               | 井芹達朗               | 7月24日                |
| 46（16）                                                  | 生か死か、地獄のジェネラル決戦!                         | 三条陸                 | 細田雅弘               | 細田雅弘               | 竹田欣弘               | 渡辺佳人               | 7月31日                |
| 47（17）                                                  | タイキ VS ユウ、少年ジェネラル対決!!                    | 三条陸                 | 角銅博之               | 角銅博之               | 直井正博               | 徳重賢                 | 8月7日                 |
| 48（18）                                                  | ベルゼブモン、光に消ゆ!                                 | 三条陸                 | 貝澤幸男               | 貝澤幸男               | 仲條久美               | 鹿野良行               | 8月14日                |
| 49（19）                                                  | タイキの決断! 最強のアポロモンを超えろ!                 | 三条陸                 | えんどうてつや         | 三塚雅人               | 高橋晃                 | 杦浦正一郎             | 8月21日                |
| 50（20）                                                  | よみがえる! 七人のデスジェネラル総登場!!                | 米村正二               | 八島善孝               | 岩井隆央               | 八島善孝               | 渡辺佳人               | 8月28日                |
| 51（21）                                                  | デジタルワールドの未来のために! デスジェネラルとの友情! | 米村正二               | 土田豊                 | 土田豊                 | 梨澤孝司               | 鹿野良行               | 9月4日                 |
| 52（22）                                                  | バグラ兄弟、暗黒の絆!                                   | 三条陸                 | 細田雅弘               | 細田雅弘               | 直井正博               | 吉田智子               | 9月11日                |
| 53（23）                                                  | 迫りくる! 人間界の最期の日、D5!!                        | 三条陸                 | 角銅博之               | 角銅博之               | 八島善孝               | 徳重賢                 | 9月18日                |
| 54（24）                                                  | 栄光のデジクロス、つかめ! おれたちの未来!!              | 三条陸                 | えんどうてつや         | えんどうてつや         | 浅沼昭弘               | 行信三                 | 9月25日                |
| デジモンクロスウォーズ 〜時を駆ける少年ハンターたち〜     |                                                         |                        |                        |                        |                        |                        |                        |
| 55（1）                                                   | おれたち、デジモンハンター!                             | 三条陸                 | 貝澤幸男               | 貝澤幸男               | 竹田欣弘               | くらはしたかし         | 10月2日                |
| 56（2）                                                   | 生徒たちが消えた! ゆらめくサゴモンの影                  | 三条陸                 | 八島善孝               | 三塚雅人               | 榎本勝紀               | くらはしたかし         | 10月9日                |
| 57（3）                                                   | ロボット部の夢、ピノッキモンの誘惑                      | 米村正二               | 園田誠                 | 園田誠                 | 直井正博               | くらはしたかし         | 10月16日               |
| 58（4）                                                   | 優等生が狙われた! ブロッサモンの微笑                    | 村山功                 | 細田雅弘               | 細田雅弘               | 梨澤孝司               | くらはしたかし         | 10月23日               |
| 59（5）                                                   | かわいさ要注意! キュートハンター、アイルの罠!           | 三条陸                 | 八島善孝               | 三塚雅人               | 八島善孝               | 柴田聡                 | 10月30日               |
| 60（6）                                                   | デジモン剣道勝負! コテモンの刃が迫る!!                  | 米村正二               | 角銅博之               | 角銅博之               | 小松こずえ             | 鹿野良行               | 11月6日                |
| 61（7）                                                   | お好み焼パニック! パグモンだらけの街                    | 吉田玲子               | 岡村正弘               | 中村亮太               | 榎本勝紀               | 吉田智子               | 11月13日               |
| 62（8）                                                   | デジモンハント大繁盛! 商店街のスゴ腕ハンター!!          | 村山功                 | 八島善孝               | 岩井隆央               | 浅沼昭弘               | 栫ヒロツグ             | 11月20日               |
| 63（9）                                                   | 狙われたタイキ! 超セレブ・スターの雄たけび!             | 三条陸                 | 細田雅弘               | 細田雅弘               | 直井正博               | 本田修                 | 11月27日               |
| 64（10）                                                  | 香港上陸! 超美少女アイドルを守れ!!                      | 米村正二               | 園田誠                 | 園田誠                 | 梨澤孝司 浅沼昭弘      | 北村由樹子             | 12月4日                |
| 65（11）                                                  | タギルがふにゃふにゃ!? ガムドラモン大ピンチ!!           | 村山功                 | 八島善孝               | 三塚雅人               | 八島善孝               | 渡辺佳人               | 12月11日               |
| 66（12）                                                  | おいしい? まずい? デジモン・ラーメン勝負!               | 米村正二               | 角銅博之               | 角銅博之               | 小松こずえ             | 鹿野良行               | 12月18日               |
| 67（13）                                                  | 子どもだけの世界旅行! 夢のデジモントレイン              | 吉田玲子               | 暮田公平               | 暮田公平               | 榎本勝紀               | 安積裕子               | 12月25日               |
| 68（14）                                                  | ハンター大集合! 南の島のデジモン争奪戦!                 | 三条陸                 | 深澤敏則               | 深澤敏則               | 浅沼昭弘               | 柴田聡                 | 2012年 1月8日          |
| 69（15）                                                  | 友だち欲しい? フェレスモン悪魔の約束                    | 相内美生               | 細田雅弘               | 細田雅弘               | 竹田欣弘               | 渡辺佳人               | 1月15日                |
| 70（16）                                                  | ドキドキ恐怖体験! 心霊ハンターが吠える!!                | 米村正二               | 貝澤幸男               | 貝澤幸男               | 直井正博               | 本田修                 | 1月22日                |
| 71（17）                                                  | 似てる? 似てない? 変装怪盗ベツモン                      | 三条陸                 | 八島善孝               | 広嶋秀樹               | 八島善孝               | 鹿野良行               | 1月29日                |
| 72（18）                                                  | UFO・恐竜大集合! 夢のエカキモン                         | 村山功                 | 角銅博之               | 角銅博之               | 小松こずえ             | 吉田智子               | 2月5日                 |
| 73（19）                                                  | 海底大冒険! 夢の財宝デジモンを探せ!                     | 米村正二               | 園田誠                 | 園田誠                 | 榎本勝紀               | 渡辺佳人               | 2月12日                |
| 74（20）                                                  | レアカードが消えた! 無敵のルークチェスモン              | 吉田玲子               | 古賀豪                 | 古賀豪                 | 大西陽一               | 本田修                 | 2月19日                |
| 75（21）                                                  | 夢の遊園地、デジモンランド!                             | 相内美生               | 細田雅弘               | 細田雅弘               | 梨澤孝司               | 鹿野良行               | 2月26日                |
| 76（22）                                                  | 黄金昆虫! メタリフェクワガーモンの謎                    | 三条陸                 | 八島善孝               | 中村亮太               | 八島善孝               | 安積裕子               | 3月4日                 |
| 77（23）                                                  | 今明かされる! デジモンハントの秘密!                     | 三条陸                 | 暮田公平               | 広嶋秀樹               | 榎本勝紀               | 渡辺佳人               | 3月11日                |
| 78（24）                                                  | 伝説のヒーロー大集結! デジモンオールスター決戦!!        | 三条陸                 | 角銅博之               | 角銅博之               | 直井正博               | 本田修                 | 3月18日                |
| 79（25） 最終話                                           | 燃え上がれタギル! 栄光のデジモンハント!                 | 三条陸                 | 貝澤幸男               | 貝澤幸男               | 浅沼昭弘               | 鹿野良行               | 3月25日                |

## 放送局
| 放送局                                               | 放送期間                      | 放送日時           | 備考                           |
| 第1期                                                | 第1期                         | 第1期              | 第1期                          |
| ---------------------------------------------------- | ----------------------------- | ------------------ | ------------------------------ |
| テレビ朝日系列24局                                   | 2010年7月6日 - 2011年3月8日   | 火曜 19:27 - 19:54 | 同時ネット                     |
| 第2期                                                |                               |                    |                                |
| テレビ朝日系列24局                                   | 2011年4月3日 - 9月25日        | 日曜 6:30 - 7:00   | 同時ネット                     |
| 第3期                                                |                               |                    |                                |
| テレビ朝日系列24局                                   | 2011年10月2日 - 2012年3月25日 | 日曜 6:30 - 7:00   | 同時ネット                     |
| 映像配信                                             |                               |                    |                                |
| テレ朝動画 東映アニメBBプレミアム バンダイチャンネル |                               |                    | 有料配信 （第1話のみ無料配信） |

## 漫画版
『Vジャンプ』2010年8月号から2012年5月号まで連載。一部の設定はアニメ版と同様だが、ネネの兄弟が弟のユウではなく妹のコトネであるなど、内容は大きく異なる。

## 関連商品
概要の項目で記載した通り、2期からは新規の玩具展開は全く無い。

### 玩具
代表的な物を記述する。
デジモンクロスフィギュアシリーズ
- 2010年8月7日発売 01シャウトモン&スターモンズセット
- 2010年8月7日発売 02バリスタモン
- 2010年8月21日発売 03グレイモン
- 2010年9月11日発売 04ドルルモン
- 2010年9月18日発売 05メイルバードラモン
- 2010年10月16日発売 06ベルゼブモン
- 2010年11月20日発売 07スカルナイトモン&デッドリーアックスモンセット
- 2010年11月20日発売 08サイバードラモン
- 2010年11月20日発売 09スパロウモン
- 2011年1月15日発売 10デッカードラモン
- 2011年3月12日発売 11ツワーモン

デジクロスを再現できる変形合体玩具。過去のデジモンシリーズの「超進化シリーズ」にあたる。
デジモンクロスローダー
2010年10月16日発売
デジモンクロスローダー ブルーフレアサイド
2011年1月29日発売

デジクロスアクション
2010年9月15日発売 シャウトモン＆スターモンズ・バリスタモン・ドルルモン・グレイモン・メイルバードラモン
クロスフィギュアシリーズの食玩版
ソフビ デジタルモンスターシリーズ
- 2010年7月17日発売 01シャウトモン 02バリスタモン 03ドルルモン
- 2010年8月7日発売 04グレイモン 05メイルバードラモン 06シャウトモンX4
- 2010年10月9日発売 07ダークナイトモン

デジモンミニ シャウトモンレッド・グレイモンブルー・ダークナイトモンブラック
2010年11月6日発売
デジモンキャッチがんばれモニタモン！
2010年11月13日発売
テレビに接続 デジモンクロスアリーナ
2011年2月26日発売
アーケードゲーム・デジモンクロスアリーナの家庭用。

### ゲーム
デジモンストーリー 超クロスウォーズ レッド/ブルー
2011年3月3日発売

### DVD
| レンタル日     | 巻数   | 收錄話         | 規格品番  |
| -------------- | ------ | -------------- | --------- |
| 2011年4月22日  | 第1巻  | 第1話〜第4話   | BCDR-2821 |
| 2011年4月22日  | 第2巻  | 第5話〜第8話   | BCDR-2822 |
| 2011年4月22日  | 第3巻  | 第9話〜第12話  | BCDR-2823 |
| 2011年5月27日  | 第4巻  | 第13話〜第16話 | BCDR-2824 |
| 2011年6月24日  | 第5巻  | 第17話〜第20話 | BCDR-2825 |
| 2011年7月22日  | 第6巻  | 第21話〜第24話 | BCDR-2826 |
| 2011年8月26日  | 第7巻  | 第25話〜第28話 | BCDR-2827 |
| 2011年9月22日  | 第8巻  | 第29話〜第32話 | BCDR-2828 |
| 2011年10月26日 | 第9巻  | 第33話〜第36話 | BCDR-2829 |
| 2011年11月25日 | 第10巻 | 第37話〜第40話 | BCDR-2830 |
| 2011年12月22日 | 第11巻 | 第41話〜第44話 | BCDR-2831 |
| 2012年1月27日  | 第12巻 | 第45話〜第49話 | BCDR-2832 |
| 2012年2月24日  | 第13巻 | 第50話〜第54話 | BCDR-2955 |
| 2012年3月23日  | 第14巻 | 第55話〜第58話 | BCDR-2991 |
| 2012年4月20日  | 第15巻 | 第59話〜第62話 | BCDR-2992 |
| 2012年5月25日  | 第16巻 | 第63話〜第66話 | BCDR-2993 |
| 2012年6月22日  | 第17巻 | 第67話〜第70話 | BCDR-2994 |
| 2012年7月27日  | 第18巻 | 第71話〜第74話 | BCDR-2995 |
| 2012年8月24日  | 第19巻 | 第75話〜第79話 | BCDR-2996 |

### 音楽CD

#### マキシシングル
| 枚 | 発売日        | タイトル             | 規格品番   |
| -- | ------------- | -------------------- | ---------- |
| 1  | 2010年9月29日 | WE ARE クロスハート! | COCC-16418 |
| 2  | 2010年11月3日 | ネバギバ!            | TKCA-73611 |
| 3  | 2010年12月1日 | 空舞う勇者! X5       | COCC-16434 |
| 4  | 2011年6月8日  | New World            | UPCH-89100 |
| 5  | 2011年6月22日 | Evolution & Digixros | COCC-16466 |
| 6  | 2012年2月29日 | タギルチカラ!        | COCC-16541 |
| 7  | 2012年3月7日  | STAND UP             | TKCA-73759 |

#### アルバム
| 枚 | 発売日        | タイトル                           | 規格品番   |
| -- | ------------- | ---------------------------------- | ---------- |
| 1  | 2010年9月29日 | デジモンクロスウォーズ Music Code  | COCX-36471 |
| 2  | 2011年3月23日 | デジモンクロスウォーズ Music CodeⅡ | COCX-36664 |
| 3  | 2011年8月24日 | デジモンクロスウォーズ Vocal Code  | COCX-36904 |
| 4  | 2012年1月18日 | デジモンクロスウォーズ Music CodeⅢ | COCX-37197 |

### アーケードゲーム
『デジモンクロスウォーズ 超デジカ大戦』
2010年8月5日稼働開始。
『デジモンクロスアリーナ』
2010年8月5日稼動開始。超デジカ大戦やクロスローダーと連動。

### ネットカードダス
『デジモンジントリックス』
トレーディングカードと連動したオンラインゲーム。バナフェス!タウンとYahoo!mobageで、2011年2月より開始、第4弾まで発売され2012年9月28日にサービス終了。

### 菓子
『デジモンスナック デジノワ』
2010年9月中旬発売。東ハトより発売。劇中に登場するデジノワを再現した菓子。『超デジカ大戦』の第1弾再録カードが1枚付属している。

## 作中に登場した実在の建造物・地名
- 東雲 (江東区)。
- 東京スカイツリー - 既に完成した状態で登場しているが、実際の場所とはやや異なる。

## エンディングコーナー
次回予告の前に放送されている。

### モニタモンの索敵ってステキ
放送開始時（2010年7月6日）から10月12日までのエンディングコーナー。モニタモンがデジモンのプロフィールを紹介し、その後デジモンにちなんだネタを披露し、シャウトモンがツッコミをするというもの。
| 話数 | 紹介されたデジモン |
| ---- | ------------------ |
| 1    | シャウトモン       |
| 2    | バリスタモン       |
| 3    | ドルルモン         |
| 4    | スターモンズ       |
| 5    | ドンドコモン       |
| 6    | キュートモン       |
| 7    | グレイモン         |
| 8    | メイルバードラモン |
| 9    | モニタモン         |
| 10   | チビカメモン       |
| 11   | バステモン         |
| 12   | リボルモン         |

### デジモンデータコレクション
2010年10月19日から2011年9月25日までのエンディングコーナー。玩具『デジモンクロスローダー』と連動しており、デジメロディというデジモンをリロードさせる特殊な音楽がテレビから流れ、デジモンクロスローダーのマイク部分をテレビのスピーカーに近づくとデジモンがリロードされる。放送から二日後にはテレビ朝日の番組公式サイトやデジモンウェブでもデジメロディが配信される。デジモンの電子玩具と直接連動したコーナーがアニメ内に設けられるのは、シリーズ初である。
| 話数 | デジモン名               |
| ---- | ------------------------ |
| 13   | ファラオモン             |
| 14   | マッドレオモン           |
| 15   | エンシェントボルケーモン |
| 16   | ダイペンモン             |
| 17   | チビックモン             |
| 18   | ルーチェモン             |
| 19   | スコルピモン             |
| 20   | アトラーカブテリモン     |
| 21   | スティングモン           |
| 22   | ブルーメラモン           |
| 23   | スカルグレイモン         |
| 24   | ゴマモン                 |
| 25   | ユキダルモン             |
| 26   | エクスブイモン           |
| 27   | ドラコモン               |
| 28   | スピノモン               |
| 29   | カブテリモン             |
| 30   | カオスドラモン           |
| 31   | ガードロモン             |
| 32   | ガルダモン               |
| 33   | パンダモン               |
| 34   | パロットモン             |
| 35   | レディデビモン           |
| 36   | バケモン                 |
| 37   | タオモン                 |
| 38   | ルカモン                 |
| 39   | イッカクモン             |
| 40   | バンチョーレオモン       |
| 41   | フレイドラモン           |
| 42   | ディノレクスモン         |
| 43   | アグニモン               |
| 44   | ネフェルティモン         |
| 45   | ピコデビモン             |
| 46   | ヴァルキリモン           |
| 47   | パルモン                 |
| 48   | ティロモン               |
| 49   | トゲモン                 |
| 50   | ケルベルモン             |
| 51   | ヌメモン                 |
| 52   | ホエーモン               |
| 53   | ガオスモン               |
| 54   | トループモン             |

### デジモン紹介コーナー
2011年10月2日からのエンディングコーナー。その回に登場したデジモンを紹介し、最後におかしなデジクロスをしツッコまれるというもの。
| 話数 | 登場したデジクロス                                                                |
| ---- | --------------------------------------------------------------------------------- |
| 55   | ガムクロックモン（ガムドラモン×クロックモン）                                     |
| 56   | メタルシャウトモン（シャウトモン×メタルティラノモン）                             |
| 57   | ギガブレイクダメモン（ダメモン×ギガブレイクドラモン）                             |
| 58   | ドンドコッサモン（ドンドコモン×ブロッサモン）                                     |
| 59   | オポッサモン×キュートモン（アイルに人のデジモンを勝手に使うなと怒られクロス失敗） |
| 60   | コテボルモン（コテモン×リボルモン）                                               |
| 61   | パグバステモン（パグモン×バステモン）                                             |
| 62   | バリドーベルモン（バリスタモン×ドーベルモン）                                     |
| 63   | スーパースターモン×ガネモン                                                       |
| 64   | ハーピモン×ジジモン                                                               |
| 65   | フレイウィザーモン×ワイズモン                                                     |
| 66   | オーガモン×メルヴァモン                                                           |
| 67   | ロコモン×ドルルモン                                                               |
| 68   | ヴォルクドラモン×ツワーモン                                                       |
| 69   | フェレスモン×スターモンズ                                                         |
| 70   | パタモン×スパロウモン                                                             |
| 71   | ベツモン×オメガシャウトモン                                                       |
| 72   | エカキモン×シマユニモン                                                           |
| 73   | サブマリモン×ジークグレイモン                                                     |
| 74   | ルークチェスモン×リボルモン                                                       |
| 75   | バコモン×ポーンチェスモン                                                         |
| 76   | メタリフェクワガーモン×チビカメモン                                               |
| 77   | インフェルモン×ピロモン                                                           |
| 78   | ヴァンデモン×ヤキイモン                                                           |
| 79   | クオーツモン×ジョーカーモン                                                       |